# PLAYZONE'96 RHYTHM
『PLAYZONE'96 RHYTHM』（プレ・ゾン96・リズム）は、1997年7月10日にリリースされた少年隊のミュージカル『PLAYZONE』7枚目のサウンドトラック。発売元はジャニーズ・エンタテイメント。

## 概要
ジャニーズ事務所設立35周年前夜に昨年発売した映像作品「PLAYZONE'96 RHYTHM」のライブ音源を一部編集した作品。ジャニーズ事務所関連歌手の楽曲を少年隊、20th Centuryがカバーしたサウンドトラックで発売された。

## 収録曲
1. OVERTURE [1:48]
作曲・編曲：馬飼野康二
2. 音楽の精のテーマ [1:10]
作詞：高須晶子／作曲・編曲：馬飼野康二
3. メドレー1 [5:13]
  - パラダイス銀河

作詞・作曲：飛鳥涼／編曲：馬飼野康二・船山基紀
※原曲歌唱：光GENJI
  - 恋＝Do!

作詞：小林和子／作曲：小田裕一郎／編曲：馬飼野康二・船山基紀
※原曲歌唱：田原俊彦
  - MUSIC FOR THE PEOPLE

作詞：秋元康
作曲：Giancarlo Pasquini / Sandro Oliva / Alberto Contini / Jennifer Batten
編曲：馬飼野康二・船山基紀
※原曲歌唱：V6
4. 星屑のスパンコール【植草克秀】[4:25]
作詞：安藤芳彦／作曲：和泉常寛／編曲：馬飼野康二
※映像作品に使用したものとは一部異なっている。
5. メドレー2 [6:26]
  - Mack The Knife

作詞：Marc Blitzstein／作曲：Kurt Weill／編曲：内堀勝
※原曲歌唱：ボビー・ダーリン
  - まいったネ 今夜

作詞・作曲：宮下智／編曲：石田勝範
6. $10 [2:20]
作詞：森浩美・林田健司／作曲：林田健司／編曲：木村賢一
※原曲歌唱：SMAP
※映像作品に使用したものとは一部異なっている。
7. MADE IN JAPAN【V6】[2:16]
作詞：平井森太郎／ラップ詞：motsu
作曲：Giancarlo Pasquini / Jennifer Batten／編曲：星野靖彦
※途中で20th CenturyがComing Centuryに乱入する形で6人で披露。
8. 仮面舞踏会 [5:06]
作詞：ちあき哲也／作曲：筒美京平／編曲：松岡直也・馬飼野康二
9. メドレー3【20th Century】[4:22]
  - ギンギラギンにさりげなく

作詞：伊達歩／作曲：筒美京平／編曲：馬飼野康二
※原曲歌唱：近藤真彦
  - What's your name?

作詞：宮下智／作曲：Jimmy Johnson／編曲：馬飼野康二
  - ダイヤモンド・アイズ

作詞：川田多摩喜・神田エミ／作曲：長沢ヒロ／編曲：馬飼野康二
10. アンダルシアに憧れて【東山紀之】[6:19]
作詞・作曲：真島昌利／編曲：木村賢一
※原曲歌唱：近藤真彦
11. メドレー4 [3:55]
  - 男の子女の子

※原曲歌唱：郷ひろみ
作詞：岩谷時子／作曲：筒美京平／編曲：馬飼野康二・船山基紀
  - ハッとして!Good

作詞・作曲：宮下智／編曲：船山基紀
※原曲歌唱：田原俊彦
12. NEVER MY LOVE【錦織一清】[4:09]
作詞・作曲：Don Addrisi / Dick Addrisi
編曲：馬飼野康二／ストリングスアレンジ：飛澤宏元
※原曲歌唱：ジャニーズ
13. PGF [6:14]
作詞：及川眠子／作曲：井上ヨシマサ／編曲：岩崎文紀
14. 君だけに [5:08]
作詞：康珍化／作曲：筒美京平／編曲：馬飼野康二
※途中でアップテンポしたバージョンに変化する。
15. HOLD YOU TIGHT [4:37]
作詞：松井五郎／作曲・編曲：馬飼野康二
※カーテンコールに使用したのはイントロにギターだが、こちらはアカペラでのバージョンである。